# Motorbass
Motorbass was een kort bestaand Frans danceproject dat in de jaren negentig muziek uitbracht. Motorbass bestond uit Étienne de Crécy en Philippe Zdar (die ook onderdeel uitmaakt van Cassius). Motorbass is voornamelijk bekend om het album Pansoul uit 1996. Dit wordt door muziekmedia gezien als een van de invloedrijkste albums in de ontwikkeling van de Franse housemuziek.
Motorbass werd in 1992 in het leven geroepen door producersvrienden Étienne de Crécy en Philippe Zdar die beiden in allerlei hoedanigheden in de prille Franse dancescene actief waren. Het duo bracht vervolgens twee ep's uit: de 1th EP (1993) en de Transphunk EP (1993). Daarna was het weer een tijd stil om het project. In de tussentijd richtten ze zich op het hiphopproject Melaaz van de gelijknamige rapster. Ze namen het album Melaaz op en de single Non, non, non, die later nog op mixcompilaties van Lamb en  Daddy G. verscheen.
In 1995 werd Motorbass weer opgepakt. Ze doken de studio in voor een album. Dat duurde tot in de zomer van 1996 toen het album Pansoul uitkwam. Op het album gebruikten de mannen zompige beats en broeierige synths in combinatie met samples en sfeermelodiën. Het album viel op bij de pers dat het als teken ziet dat er in de Franse dancescene interessante dingen aan het broeien zijn. Een groot commercieel succes werd het album overigens niet. Dit lag mede aan een slechte distributie door de keuze om die in eigen beheer te doen. Het album leverde wel interessante opdrachten voor remixen op. Zo remixten ze voor Björk en Depeche Mode. Ook stond er een remix van Motorbass bij Around the world, de eerste wereldhit van Daft Punk.
Daarna verdween Motorbass in de ijskast en besteden beide heren aandacht aan andere projecten. In 2003 werd het Pansoul opnieuw uitgegeven. De heruitgave ging gepaard met een tweede cd waarop de 1th EP en de Transphunk EP staan (waarbij het artwork van de Transphunk EP als print wordt gebruikt).

## Discografie
Singles/ep's
- 1th EP 1993
- Transphunk EP 1993
- Ezio 1996

Albums
- Pansoul 1996